# Пси 3: В ім'я принципів
«Пси 3: В ім'я принципів» (пол. Psy 3. W imię zasad) — польський кримінальний трилер 2020 року режисера Владислава Пасіковського. Продовження фільмів «Пси», «Пси 2: Остання кров» та роману «Пси 2.5: В ім'я кохання», третя частина серії фільмів «Пси». У головних ролях були Богуслав Лінда, Цезарій Пазура та Артур Жмієвський.
Сюжет фільму містить відсилання до реальної події — убивстві Ігоря Стаховяка поліціянтами у 2016 році.

## Сюжет
Дія фільму розгортається одразу після того, як Франц Маурер відбув 25-річний термін ув'язнення. Повернувшись на волю, він опиняється в новій для себе реальності. В результаті збігу обставин він стикається з Вальдемаром Моравцем, пенсіонером, який досі жив мирним життям, але у якого зник син.

## Акторський склад
- Богуслав Лінда — Франц
- Цезарій Пазура — Новий
- Артур Жмієвський — Радослав Вульф
- Едвард Лінде-Лубашенко — Стопчик
- Марцін Дороцінський — Вітман
- Себастьян Фабіянський — Дамлан
- Томаш Шухардт — Цегла
- Маґдалена Щербовська — Анґела Венз
- Ян Фрич — Панич
- Мірослава Бака — Ґузінський
- Валентин Томуслак — Якушин

## Музика
Музику, як і в попередніх частинах серії, написав Міхал Лоренц, а найхарактернішу тему на трубі виконав Роберт Маєвський.

## Виробництво

### Знімання
Фільм знімався у Мазовецькому воєводстві: у Сероцьку, Скубянці та Варшаві.